# Hti (Architektur)

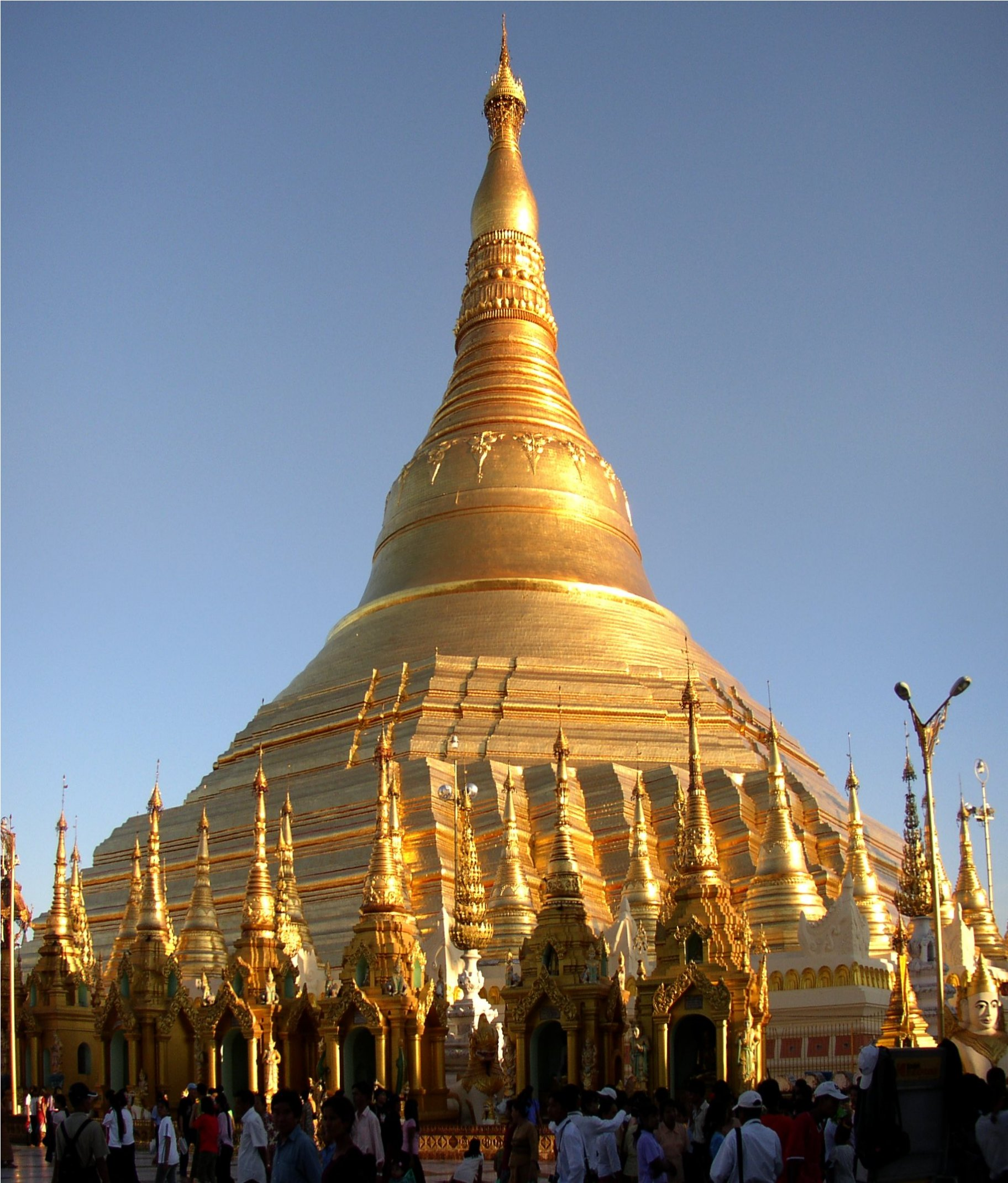
Die Shwedagon-Pagode, gekrönt mit einem Hti

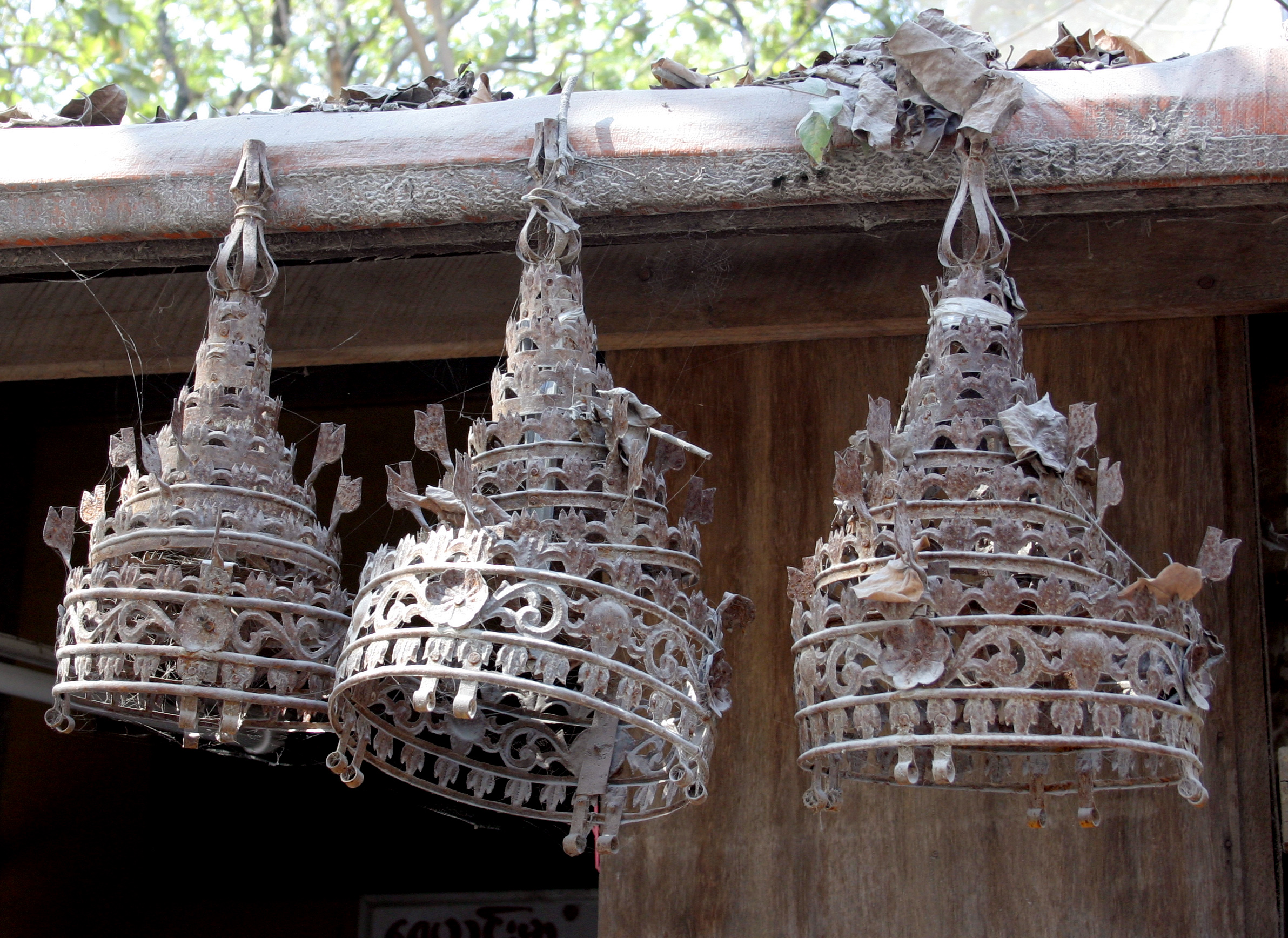
Htis in Mandalay

Ein Hti (Birmanisch: ထီး, Aussprache: [ tʰí ], MLC-Transkriptions-System: hti:) ist der birmanische Name des „Schirms“ oder der obersten Verzierung eines birmanischen Stupa oder Chedi.
Ein Hti ähnelt einer Krone birmanischer Könige.
Der Hti ist der wichtigste Teil eines Stupa. Um ihn anzubringen, wird eine spezielle Zeremonie abgehalten (hti-tin pwe). Er ist eine konzentrische, kegelförmige, schirmartige Fiale, die in Tempeln in Myanmar allgegenwärtig ist. In Nordthailand können Chedis anhand des Hti birmanischen Erbauern zugeordnet werden.
Mittelalterliche Darstellungen und Wandmalereien in Bagan zeigen allerdings Gebäude, deren Spitze eher mit massiven Kreuzblumen in der Form einer Lotus-Knospe als mit Schirmen abgeschlossen sind. In anderen Gegenden sind Htis meist aus filigran gearbeitetem Metall – meist Eisen – hergestellt, welches anschließend vergoldet wird. Zum Schluss wird ein Hti mit goldenen, vergoldeten oder Messing-Glöckchen dekoriert (khaung-laung). Die Spitze eines Hti besteht gewöhnlich aus einem oder mehreren Edelsteinen, meist Diamanten (hsein-phu-daw).
Der Hti der Shwedagon-Pagode aus dem Jahr 1871 hat eine Höhe von etwa 10 Metern. Er besteht aus sieben vergoldeten Ringen. Er wird von zahllosen goldenen und silbernen Glöckchen umgeben. Darüber erhebt sich noch ein Mast aus einer Silber-Legierung mit einer aus Gold bestehenden Wetterfahne und einem Seinbu („Diamant-Knospe“ in Form einer goldenen Kugel mit 25 cm Durchmesser). Die Krönung des Stupa ist mit 5451 Diamanten verschiedener Größe im Gesamtgewicht von 2078 Karat und mit etwa 1470 anderen Edelsteinen besetzt. Die Gesamtzahl der Glöckchen beträgt über 1500.